# Gustav Borgmann
Wilhelm Gustav Borgmann (* 15. Februar 1838 in Potsdam; † 6. April 1908 in Lichterfelde) war ein deutscher Kommunalpolitiker und Bürgermeister von Cöpenick bei Berlin.

## Leben

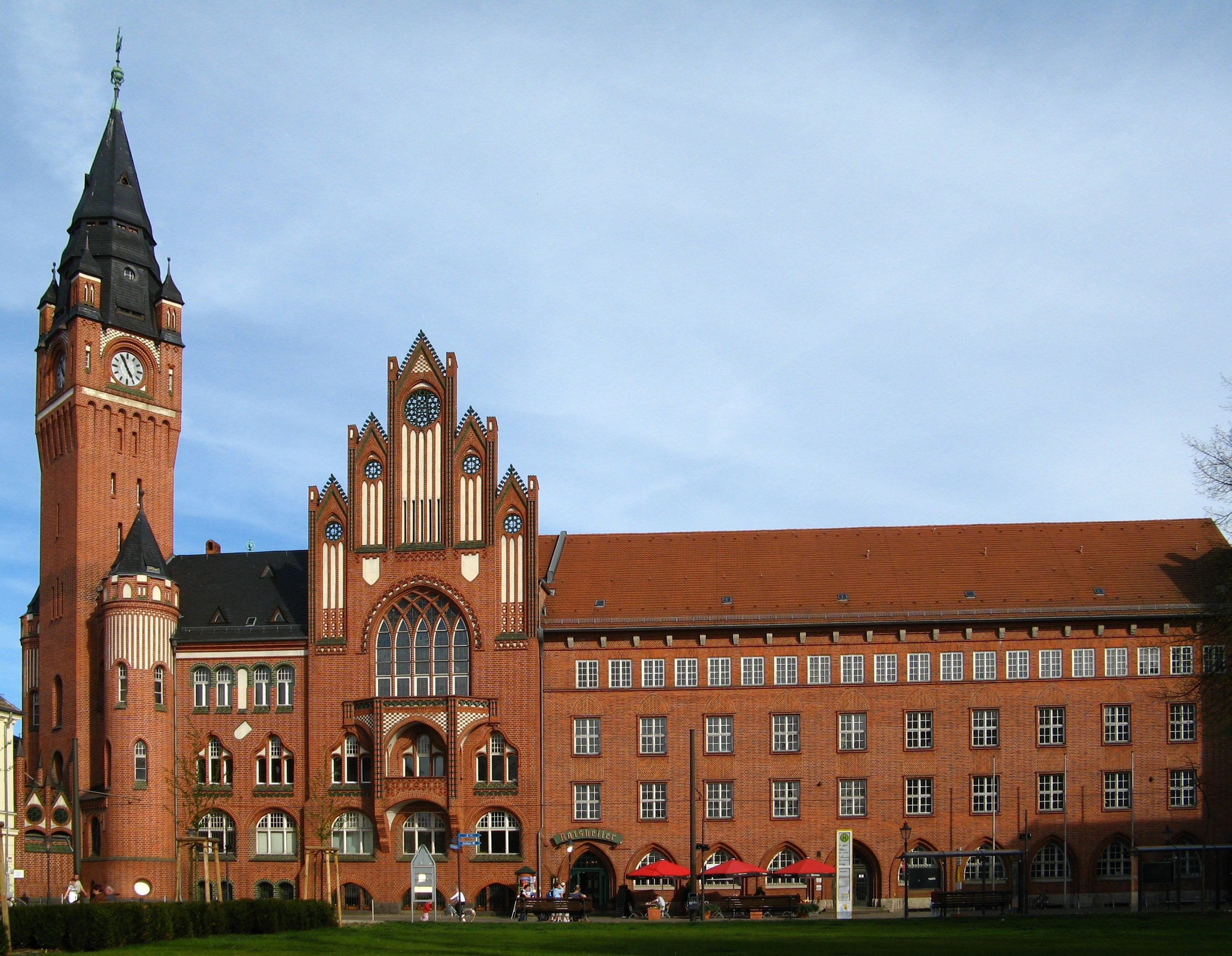
Das auf Initiative und während der Amtszeit von Borgmann gebaute Köpenicker Rathaus

Zuerst war Borgmann Bürgermeister im brandenburgischen Templin. Im Jahr 1871 wurde er zum Bürgermeister von Köpenick berufen. In seiner Amtszeit setzte Borgmann viele Neuerungen durch, unter anderem sorgte er für den Bau von Klär- und Abwasserpumpwerken und ließ in den Müggelbergen ein modernes, mit elektrisch angetriebenen Pumpen versehenes Wasserwerk bauen. Dem Wirken von Borgmann ist auch die zeitgemäße Umgestaltung der öffentlichen Straßen und Brücken und der Ausbau des Schulwesens in Köpenick zu verdanken. Insgesamt erlebte die Gemeinde Köpenick am Rande Berlins einen gewaltigen wirtschaftlichen Aufschwung: Fabriken wurden gegründet, die Kietzer (1873), die Köllnische (1874) und später die Dammvorstadt (1883) wurden bebaut, dabei wuchsen die Einwohnerzahlen auf das Vierfache (17.000 Personen 1904). Eisenbahnanschluss hatte Köpenick bereits rund 30 Jahre vor dem Dienstantritt Borgmanns, im Jahr 1842, erhalten. Bleibendes Zeugnis ist das von Borgmann initiierte und 1905 fertiggestellte Rathaus an der heutigen Straße Alt-Köpenick. Als Gustav Borgmann 1904 in den Ruhestand ging, verlieh ihm die Stadt Köpenick die Ehrenbürgerwürde.

Er starb am 6. April 1908, die Trauerfeier fand im Rathaus in der Köpenicker Altstadt statt. Gustav Borgmann wurde auf dem Evangelischen St.-Laurentius-Friedhof an der Rudower Straße beigesetzt, im „Erbbegräbnis“ seiner Familie, in der Nähe des kurz zuvor verstorbenen Amtsarztes von Köpenick, Dr. Todt. Sein Amtsnachfolger Langerhans sagte in seiner Trauerrede über ihn:

„Gustav Borgmann war ein vorsorgender – bisweilen behutsamer – und stets sich des rechten Weges wohl bewußter Leiter der Stadtverwaltung; ein getreuer, immer bereiter Gehilfe der Bürger, ein teilnehmender Berater derjenigen, denen das Leben hart mitgespielt hatte; ein Freund und Förderer des sinnigen Humors und ehrenhafter Charakter; alles in allem: Seinem Wesen und seiner äußeren Erscheinung nach der erste Bürger unserer Stadt.“

Das Grab galt lange Zeit als verschollen. Durch Initiative der Interessengemeinschaft Historische Friedhöfe (IGHF) und der Friedhofsverwaltung der St.-Laurentius-Gemeinde konnte der genaue Standort ermittelt werden. Am 6. April 2008, zum 100. Todestag Borgmanns, wurde das Grab mit einem Festgottesdienst wieder eingeweiht.

## Ehrung
Im Jahre 1896 erhielt eine Straße in der Köpenicker Dammvorstadt von der Terraingesellschaft Parisius, Sörgel & Co. den Namen Borgmannstraße. Eine Bebauung dieser Straße erfolgte erst am Anfang des 20. Jahrhunderts.